# WWE Intercontinental Championship

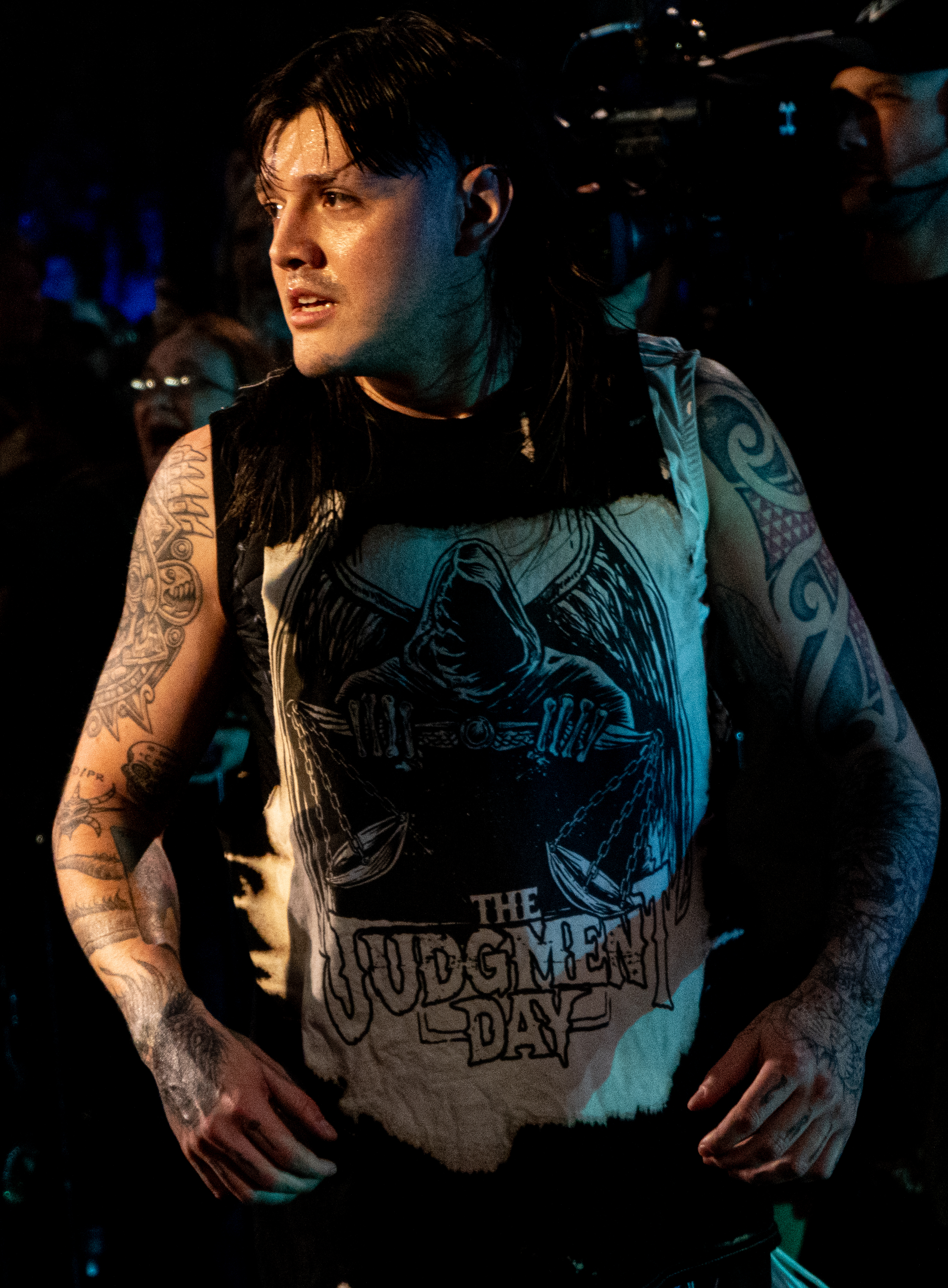
L'attuale campione Dominik Mysterio

Il WWE Intercontinental Championship è un titolo di wrestling di proprietà della WWE ed esclusivo del roster di Raw, ed è detenuto da Dominik Mysterio dal 20 aprile 2025.

## Storia
Il titolo, originariamente chiamato WWF Intercontinental Heavyweight Championship, ed era difeso nella World Wrestling Federation. Il primo detentore del titolo è stato Pat Patterson, che lo conquistò il 1º settembre 1979. La creazione del titolo risultò dalla vittoria di Patterson del WWF North American Heavyweight Championship contro Ted DiBiase e dall'unificazione di questo titolo con il South American Heavyweight Championship in un mini torneo tenutosi a Rio de Janeiro, in Brasile. Non esistono però testimonianze, né filmate, né di spettatori, riguardo a questo match; di fatto si pensa che la WWF avesse nominato Patterson campione senza combattere. Dall'agosto del 1988 il titolo venne rinominato semplicemente WWF Intercontinental Championship.
Il 18 novembre 2001, a Survivor Series, Edge, detentore del WCW United States Championship, sconfisse Test, detentore del WWF Intercontinental Championship, unificando il titolo appena vinto con quello che già deteneva con il ritiro di quest'ultimo. Il 10 maggio 2002, con il cambio di nome della federazione, il titolo venne rinominato WWE Intercontinental Championship. Il 20 ottobre 2002, a No Mercy, Triple H, detentore del World Heavyweight Championship, sconfisse Kane, detentore del WWE Intercontinental Championship, unificando i titoli e causando il ritiro temporaneo del titolo intercontinentale. Esso, infatti, venne riattivato nella puntata di Raw del 5 maggio 2003 dall'allora co-general manager Steve Austin e, successivamente, riassegnato il 18 maggio 2003 a Judgment Day, dove Christian vinse una 9-man battle royal che comprendeva anche Booker T, Chris Jericho, Goldust, Kane, Lance Storm, Rob Van Dam, Test e Val Venis.
Dal 2002 al 2009 il titolo è stato un'esclusiva di Raw, mentre dal 2009 al 2011 un'esclusiva di SmackDown. Dal 29 agosto 2011, con la fine della Brand Extension, il titolo è stato difeso sia a Raw che a SmackDown. Il 19 luglio 2016, a seguito della nuova divisione dei roster tramite il Draft, il titolo è diventato un'esclusiva di SmackDown poiché l'allora campione The Miz venne spostato in tale roster. Il 10 aprile 2017, a seguito dello Shake-up, il titolo è diventato un'esclusiva di Raw poiché l'allora campione Dean Ambrose venne spostato in tale roster. Il 16 aprile 2019, a seguito dello Shake-up, il titolo è diventato un'esclusiva di SmackDown poiché il campione Finn Bálor venne spostato nel roster blu. L'8 maggio 2023 il titolo passò a Raw dopo che il campione Gunther venne mandato in tale roster per effetto del Draft.

### Cintura
Nel 1979, quando il titolo era chiamato "WWF Intercontinental Heavyweight Championship", la cintura che lo rappresentava era di metallo leggero e cuoio, molto semplicistica (come tutte le cinture dell'epoca). Il design della cintura non cambiò molto nel corso degli anni, fino alla sua quinta versione, nel 1985, quando il design della cintura cambiò, diventando quello celebre da tutti conosciuto, con un planisfero al centro e con la scritta "WWF Intercontinental Heavyweight Wrestling Champion" e la particolarità di questa nuova cintura era che ogni lottatore poteva personalizzarne la parte in cuoio (ad esempio quella di Goldust era dorata). Nel 1997 la cintura cambiò nuovamente design, diventando più ovale e con due placche laterali da ambe due le parti rappresentanti i vari continenti del mondo, mentre la scritta era "WWF Intercontinental Champion". Anche questa, a seconda del wrestler, poteva cambiare la parte in cuoio (The Rock infatti la ebbe di colore blu per un certo periodo di tempo) prima di diventare unicamente di colore nero. Con il cambio di nome della federazione da World Wrestling Federation a World Wrestling Entertainment nel 2002 il titolo rimase immutato, salvo cambiare l'acronimo WWF in WWE. Nel 2011 la cintura tornò alle sue origini, ripristinando il design della versione del 1985, salvo la parte in cuoio che divenne di colore bianco e il nome che è "Intercontinental Heavyweight Wrestling Champion". Il 22 novembre 2019 il titolo cambiò design dopo otto anni: questa volta, la cintura è di cuoio nero, presenta il nome "Intercontinental Heavyweight Champion" sulla placca centrale circolare dorata, la quale ha, nel proprio centro, un cerchio con il logo della WWE e, ai lati, altre due placche circolari, una che rappresenta il continente americano, l'Europa e l'Africa, mentre l'altra che rappresenta l'Asia e l'Oceania; sui lati della cintura, inoltre, sono presenti due placche circolari personalizzabili.

## Nomi
| Nome                                          | Anno                                                       |
| --------------------------------------------- | ---------------------------------------------------------- |
| WWF Intercontinental Heavyweight Championship | 1º settembre 1979 – 29 agosto 1988                         |
| WWF Intercontinental Championship             | 29 agosto 1988 – 10 maggio 2002                            |
| WWE Intercontinental Championship             | 10 maggio 2002 – 20 ottobre 2002 18 maggio 2003 – presente |

## Albo d'oro
Statistiche aggiornate al 7 agosto 2025. 
| #                                                       | Campione                  | Regno | Data              | Giorni | Località                        | Evento                                      | Note | Fonti           |
| ------------------------------------------------------- | ------------------------- | ----- | ----------------- | ------ | ------------------------------- | ------------------------------------------- | --- | --------------- |
| National Wrestling Alliance: World Wrestling Federation |                           |       |                   |        |                                 |                                             | |                 |
| 1                                                       | Pat Patterson             | 1     | 1º settembre 1979 | 233    | Rio de Janeiro                  | —                                           | Patterson sconfisse Ted DiBiase per il WWF North American Heavyweight Championship il 19 giugno del 1979 e sconfiggendo in seguito Johnny Rodz nella finale del torneo per l'assegnazione del titolo, unificando quello che già deteneva con il fittizio South American Heavyweight Championship per creare così il WWF Intercontinental Heavyweight Championship. | [ 4 ] [ 5 ]     |
| 2                                                       | Ken Patera                | 1     | 21 aprile 1980    | 231    | New York City, New York         | WWF on MSG Network                          | | [ 6 ]           |
| 3                                                       | Pedro Morales             | 1     | 8 dicembre 1980   | 194    | New York City, New York         | House Show                                  | | [ 7 ]           |
| 4                                                       | Don Muraco                | 1     | 20 giugno 1981    | 156    | Filadelfia, Pennsylvania        | WWF on MSG Network                          | | [ 8 ]           |
| 5                                                       | Pedro Morales             | 2     | 23 novembre 1981  | 425    | New York City, New York         | WWF on MSG Network                          | | [ 9 ]           |
| 6                                                       | Don Muraco                | 2     | 22 gennaio 1983   | 385    | New York City, New York         | WWF on MSG Network                          | | [ 10 ]          |
| World Wrestling Federation                              |                           |       |                   |        |                                 |                                             | |                 |
| 7                                                       | Tito Santana              | 1     | 11 febbraio 1984  | 226    | Boston, Massachusetts           | House Show                                  | | [ 11 ]          |
| 8                                                       | Greg Valentine            | 1     | 24 settembre 1984 | 285    | London                          | Maple Leaf Wrestling                        | In onda il 13 ottobre 1984. | [ 12 ]          |
| 9                                                       | Tito Santana              | 2     | 6 luglio 1985     | 217    | Baltimora, Maryland             | House Show                                  | In uno steel cage match. | [ 13 ]          |
| 10                                                      | Randy Savage              | 1     | 8 febbraio 1986   | 414    | Boston, Massachusetts           | WWF on NESN                                 | | [ 14 ]          |
| 11                                                      | Ricky Steamboat           | 1     | 29 marzo 1987     | 65     | Pontiac, Michigan               | WrestleMania III                            | | [ 15 ]          |
| 12                                                      | The Honky Tonk Man        | 1     | 2 giugno 1987     | 454    | Buffalo, New York               | Superstars of Wrestling                     | In onda il 13 giugno 1987. Il 29 agosto 1988 il titolo venne rinominato WWF Intercontinental Championship. | [ 16 ] [ 17 ]   |
| 13                                                      | The Ultimate Warrior      | 1     | 29 agosto 1988    | 216    | New York City, New York         | SummerSlam                                  | | [ 18 ]          |
| 14                                                      | Rick Rude                 | 1     | 2 aprile 1989     | 148    | Atlantic City, New Jersey       | WrestleMania V                              | | [ 19 ]          |
| 15                                                      | The Ultimate Warrior      | 2     | 28 agosto 1989    | 217    | East Rutherford, New Jersey     | SummerSlam                                  | | [ 20 ]          |
| —                                                       | Vacante                   | —     | 1º aprile 1990    | —      | Toronto                         | WrestleMania VI                             | Reso vacante dopo che Warrior sconfisse Hulk Hogan vincendo il WWF World Heavyweight Championship. | [ 20 ]          |
| 16                                                      | Mr. Perfect               | 1     | 23 aprile 1990    | 126    | Austin, Texas                   | Superstars of Wrestling                     | Mr. Perfect sconfisse Tito Santana nella finale del torneo per la riassegnazione del titolo. | [ 16 ] [ 21 ]   |
| 17                                                      | Texas Tornado             | 1     | 27 agosto 1990    | 84     | Filadelfia, Pennsylvania        | SummerSlam                                  | | [ 22 ]          |
| 18                                                      | Mr. Perfect               | 2     | 19 novembre 1990  | 280    | Rochester, New York             | Superstars of Wrestling                     | | [ 16 ] [ 23 ]   |
| 19                                                      | Bret Hart                 | 1     | 26 agosto 1991    | 144    | New York City, New York         | SummerSlam                                  | | [ 24 ]          |
| 20                                                      | The Mountie               | 1     | 17 gennaio 1992   | 2      | Springfield, Massachusetts      | House Show                                  | | [ 25 ]          |
| 21                                                      | Roddy Piper               | 1     | 19 gennaio 1992   | 77     | Albany, New York                | Royal Rumble                                | | [ 26 ]          |
| 22                                                      | Bret Hart                 | 2     | 5 aprile 1992     | 146    | Indianapolis, Illinois          | WrestleMania VIII                           | | [ 27 ]          |
| 23                                                      | The British Bulldog       | 1     | 29 agosto 1992    | 59     | Londra                          | SummerSlam                                  | | [ 28 ]          |
| 24                                                      | Shawn Michaels            | 1     | 27 ottobre 1992   | 202    | Terre Haute, Indiana            | Saturday Night's Main Event XXXI            | In onda il 14 novembre 1992. | [ 29 ] [ 30 ]   |
| 25                                                      | Marty Jannetty            | 1     | 17 maggio 1993    | 20     | New York City, New York         | Raw                                         | | [ 31 ]          |
| 26                                                      | Shawn Michaels            | 2     | 6 giugno 1993     | 113    | Albany, New York                | House Show                                  | | [ 32 ]          |
| —                                                       | Vacante                   | —     | 27 settembre 1993 | —      | New Haven, Connecticut          | Raw                                         | Reso vacante poiché Michaels non difese il titolo dopo trenta giorni. In realtà, Michaels era stato sospeso per essere risultato positivo ad un test antidroga. | [ 33 ]          |
| 27                                                      | Razor Ramon               | 1     | 27 settembre 1993 | 198    | New Haven, Connecticut          | Raw                                         | Ramon e Rick Martel furono gli ultimi sopravvissuti in una battle royal per determinare i due che si sarebbero affrontati la settimana dopo per il titolo vacante. Ramon sconfisse Martel in un match andato in onda l'11 ottobre 1993, diventando il nuovo campione. Tuttavia Michales ritornò a novembre chiedendo un match titolato visto che nessuno l'aveva sconfitto durante il suo regno. Il 20 marzo 1994, a WrestleMania X, Ramon sconfisse dunque Michales in un ladder match diventando il campione indiscusso. | [ 33 ] [ 34 ]   |
| 28                                                      | Diesel                    | 1     | 13 aprile 1994    | 138    | Rochester, New York             | Superstars of Wrestling                     | In onda il 30 aprile 1994. | [ 35 ]          |
| 29                                                      | Razor Ramon               | 2     | 29 agosto 1994    | 146    | Chicago, Illinois               | SummerSlam                                  | | [ 36 ]          |
| 30                                                      | Jeff Jarrett              | 1     | 22 gennaio 1995   | 94     | Tampa, Florida                  | Royal Rumble                                | | [ 37 ]          |
| —                                                       | Vacante                   | —     | 26 aprile 1995    | —      | Moline, Illinois                | Action Zone                                 | Reso vacante dopo il controverso finale del match tra Bob Holly e Jeff Jarrett. | [ 38 ]          |
| 31                                                      | Jeff Jarrett              | 2     | 26 aprile 1995    | 23     | Moline, Illinois                | Action Zone                                 | Jarrett sconfisse Bob Holly nel rematch per la riassegnazione del titolo. In onda il 30 aprile 1995. | [ 38 ]          |
| 32                                                      | Razor Ramon               | 3     | 19 maggio 1995    | 2      | Montréal                        | House Show                                  | In un ladder match. | [ 39 ]          |
| 33                                                      | Jeff Jarrett              | 3     | 21 maggio 1995    | 63     | Trois-Rivières, Canada          | House Show                                  | | [ 40 ]          |
| 34                                                      | Shawn Michaels            | 3     | 23 luglio 1995    | 91     | Nashville, Tennessee            | In Your House 2: The Lumberjacks            | | [ 41 ]          |
| 35                                                      | Dean Douglas              | 1     | 22 ottobre 1995   | <1     | Winnipeg, Manitoba              | In Your House 4                             | Douglas ricevette il titolo dopo il forfait di Michaels, che era stato aggredito all'esterno di un night club il 14 ottobre 1995 (kayfabe). | [ 42 ]          |
| 36                                                      | Razor Ramon               | 4     | 22 ottobre 1995   | 91     | Winnipeg, Manitoba              | In Your House 4                             | Subito dopo la vittoria del titolo da parte di Douglas, venne immediatamente annunciato che questi, poiché aveva vinto il match senza combattere, avrebbe dovuto affrontare a sorpresa Ramon per il titolo. | [ 43 ]          |
| 37                                                      | Goldust                   | 1     | 19 gennaio 1996   | 71     | Fresno, California              | Royal Rumble                                | | [ 44 ]          |
| —                                                       | Vacante                   | —     | 1º aprile 1996    | —      | San Bernardino, California      | Raw                                         | Reso vacante dopo un pareggio tra Goldust e Savio Vega. In onda il 15 aprile 1996. | [ 45 ] [ 46 ]   |
| 38                                                      | Goldust                   | 2     | 1º aprile 1996    | 83     | San Bernardino, California      | Raw                                         | Goldust sconfisse Savio Vega in un match per la riassegnazione del titolo. In onda il 22 aprile 1996. | [ 45 ] [ 46 ]   |
| 39                                                      | Ahmed Johnson             | 1     | 23 giugno 1996    | 50     | Milwaukee, Wisconsin            | King of the Ring                            | | [ 47 ]          |
| —                                                       | Vacante                   | —     | 12 agosto 1996    | —      | Seattle, Washington             | Raw                                         | Reso vacante da Johnson dopo essere stato attaccato da Faarooq dopo aver vinto una 11-man Battle Royal. | [ 47 ]          |
| 40                                                      | Marc Mero                 | 1     | 23 settembre 1996 | 28     | Hershey, Pennsylvania           | Raw                                         | Mero sconfisse Faarooq nella finale del torneo per la riassegnazione del titolo. | [ 45 ] [ 48 ]   |
| 41                                                      | Hunter Hearst Helmsley    | 1     | 21 ottobre 1996   | 115    | Fort Wayne, Indiana             | Raw                                         | | [ 49 ]          |
| 42                                                      | Rocky Maivia              | 1     | 13 febbraio 1997  | 74     | Lowell, Massachusetts           | Raw                                         | | [ 50 ]          |
| 43                                                      | Owen Hart                 | 1     | 28 aprile 1997    | 97     | Omaha, Nebraska                 | Raw                                         | | [ 51 ]          |
| 44                                                      | "Stone Cold" Steve Austin | 1     | 3 agosto 1997     | 36     | East Rutherford, New Jersey     | SummerSlam                                  | | [ 52 ]          |
| —                                                       | Vacante                   | —     | 8 settembre 1997  | —      | —                               | —                                           | Reso vacante a causa di un infortunio di Austin al collo. | [ 52 ] [ 53 ]   |
| 45                                                      | Owen Hart                 | 2     | 5 ottobre 1997    | 35     | St. Louis, Missouri             | Badd Blood: In Your House                   | Hart sconfisse Faarooq nella finale del torneo per la riassegnazione del titolo. | [ 54 ] [ 55 ]   |
| 46                                                      | "Stone Cold" Steve Austin | 2     | 9 novembre 1997   | 29     | Montréal                        | Survivor Series                             | | [ 56 ]          |
| 47                                                      | The Rock                  | 2     | 8 dicembre 1997   | 265    | Portland, Maine                 | Raw                                         | The Rock ricevette il titolo dallo stesso Austin. | [ 57 ]          |
| 48                                                      | Triple H                  | 2     | 30 agosto 1998    | 40     | New York City, New York         | SummerSlam                                  | In un ladder match. | [ 58 ]          |
| —                                                       | Vacante                   | —     | 9 ottobre 1998    | —      | —                               | —                                           | Reso vacante a causa di un infortunio di Triple H. | [ 58 ]          |
| 49                                                      | Ken Shamrock              | 1     | 12 ottobre 1998   | 125    | Uniondale, New York             | Raw                                         | Shamrock sconfisse X-Pac nella finale del torneo per la riassegnazione del titolo. | [ 59 ] [ 60 ]   |
| 50                                                      | Val Venis                 | 1     | 14 febbraio 1999  | 29     | Memphis, Tennessee              | St. Valentine's Day Massacre: In Your House | Billy Gunn era l'arbitro speciale. | [ 61 ] [ 62 ]   |
| 51                                                      | Road Dogg                 | 1     | 15 marzo 1999     | 14     | San Jose, California            | Raw                                         | | [ 63 ]          |
| 52                                                      | Goldust                   | 3     | 29 marzo 1999     | 14     | East Rutherford, New Jersey     | Raw                                         | | [ 64 ]          |
| 53                                                      | The Godfather             | 1     | 12 aprile 1999    | 43     | Detroit, Michigan               | Raw                                         | | [ 65 ]          |
| 54                                                      | Jeff Jarrett              | 4     | 25 maggio 1999    | 60     | Moline, Illinois                | Raw                                         | In onda il 31 maggio 1999. | [ 66 ]          |
| 55                                                      | Edge                      | 1     | 24 luglio 1999    | 1      | Toronto                         | House Show                                  | | [ 67 ]          |
| 56                                                      | Jeff Jarrett              | 5     | 25 luglio 1999    | 2      | Buffalo, New York               | Fully Loaded                                | | [ 68 ]          |
| 57                                                      | D'Lo Brown                | 1     | 27 luglio 1999    | 26     | Columbus, Ohio                  | Raw                                         | In onda il 2 agosto 1999. | [ 69 ]          |
| 58                                                      | Jeff Jarrett              | 6     | 22 agosto 1999    | 56     | Minneapolis, Minnesota          | SummerSlam                                  | | [ 70 ]          |
| 59                                                      | Chyna                     | 1     | 17 ottobre 1999   | 56     | Cleveland, Ohio                 | No Mercy                                    | In un good housekeeping match. | [ 71 ] [ 72 ]   |
| 60                                                      | Chris Jericho             | 1     | 12 dicembre 1999  | 22     | Sunrise, Florida                | Armageddon                                  | | [ 73 ]          |
| —                                                       | Chris Jericho e Chyna     | 1†    | 3 gennaio 2000    | 20     | Miami, Florida                  | Raw                                         | Nella puntata di SmackDown! del 28 dicembre 1999 (in onda il 3 dicembre 1999) Chyna e Jericho si erano schienati a vicenda in un match valevole per il titolo. I due vennero considerati co-campioni, ma la WWE non riconosce questo regno e considera invece come se il titolo fosse stato vacante. | [ 5 ] [ 74 ]    |
| 61                                                      | Chris Jericho             | 2     | 23 gennaio 2000   | 35     | New York City, New York         | Royal Rumble                                | Jericho sconfisse Chyna e Hardcore Holly in un triple threat match per determinare il campione indiscusso. | [ 74 ]          |
| 62                                                      | Kurt Angle                | 1     | 27 febbraio 2000  | 35     | Hartford, Connecticut           | No Way Out                                  | | [ 75 ]          |
| 63                                                      | Chris Benoit              | 1     | 2 aprile 2000     | 30     | Anaheim, California             | WrestleMania 2000                           | In un two-fall triple threat match che comprendeva anche Chris Jericho in cui era in palio anche il WWF European Championship di Kurt Angle. Colui che avesse vinto il secondo round avrebbe vinto l'European Championship; Benoit vinse il primo round vincendo il titolo intercontinentale. | [ 76 ]          |
| 64                                                      | Chris Jericho             | 3     | 2 maggio 2000     | 6      | Richmond, Virginia              | SmackDown!                                  | In onda il 4 maggio 2000. | [ 77 ]          |
| 65                                                      | Chris Benoit              | 2     | 8 maggio 2000     | 43     | Uniondale, New York             | Raw                                         | | [ 78 ]          |
| 66                                                      | Rikishi                   | 1     | 20 giugno 2000    | 14     | Memphis, Tennessee              | SmackDown!                                  | In onda il 22 giugno 2000. | [ 79 ]          |
| 67                                                      | Val Venis                 | 2     | 4 luglio 2000     | 54     | Fort Lauderdale, Florida        | SmackDown!                                  | In onda il 6 luglio 2000. | [ 80 ]          |
| 68                                                      | Chyna                     | 2     | 27 agosto 2000    | 8      | Raleigh, Carolina del Nord      | SummerSlam                                  | In un mixed tag team match dove Chyna era in coppia con Eddie Guerrero contro Val Venis e Trish Stratus. Chyna schienò Stratus vincendo il titolo. | [ 81 ]          |
| 69                                                      | Eddie Guerrero            | 1     | 4 settembre 2000  | 78     | Lexington, Kentucky             | SmackDown!                                  | | [ 82 ]          |
| 70                                                      | Billy Gunn                | 1     | 21 novembre 2000  | 19     | Sunrise, Florida                | SmackDown!                                  | In onda il 23 novembre 2000. | [ 83 ]          |
| 71                                                      | Chris Benoit              | 3     | 10 dicembre 2000  | 42     | Birmingham, Alabama             | Armageddon                                  | | [ 84 ]          |
| 72                                                      | Chris Jericho             | 4     | 21 gennaio 2001   | 72     | New Orleans, Louisiana          | Royal Rumble                                | In un ladder match. | [ 85 ]          |
| 73                                                      | Triple H                  | 3     | 3 aprile 2001     | 7      | Oklahoma City, Oklahoma         | SmackDown!                                  | In onda il 5 aprile 2001. | [ 86 ]          |
| 74                                                      | Jeff Hardy                | 1     | 10 aprile 2001    | 6      | Filadelfia, Pennsylvania        | SmackDown!                                  | In onda il 12 aprile 2001. | [ 87 ]          |
| 75                                                      | Triple H                  | 4     | 16 aprile 2001    | 34     | Knoxville, Tennessee            | Raw                                         | | [ 88 ]          |
| 76                                                      | Kane                      | 1     | 20 maggio 2001    | 37     | Sacramento, California          | Judgment Day                                | In un chain match. | [ 89 ] [ 90 ]   |
| 77                                                      | Albert                    | 1     | 26 giugno 2001    | 27     | New York City, New York         | SmackDown!                                  | In un no disqualification match. In onda il 28 giugno 2001. | [ 91 ]          |
| 78                                                      | Lance Storm               | 1     | 23 luglio 2001    | 27     | Buffalo, New York               | Raw                                         | | [ 92 ]          |
| 79                                                      | Edge                      | 2     | 19 agosto 2001    | 35     | San Jose, California            | SummerSlam                                  | | [ 93 ]          |
| 80                                                      | Christian                 | 1     | 23 settembre 2001 | 28     | Pittsburgh, Pennsylvania        | Unforgiven                                  | | [ 94 ]          |
| 81                                                      | Edge                      | 3     | 21 ottobre 2001   | 15     | St. Louis, Missouri             | No Mercy                                    | In un ladder match. | [ 95 ]          |
| 82                                                      | Test                      | 1     | 5 novembre 2001   | 13     | Uniondale, New York             | Raw                                         | | [ 96 ]          |
| 83                                                      | Edge                      | 4     | 18 novembre 2001  | 63     | Greensboro, Carolina del Nord   | Survivor Series                             | Era in palio anche il WCW United States Championship di Edge, con quest'ultimo titolo che venne disattivato. | [ 97 ]          |
| 84                                                      | William Regal             | 1     | 20 gennaio 2002   | 56     | Atlanta, Georgia                | Royal Rumble                                | | [ 98 ]          |
| 85                                                      | Rob Van Dam               | 1     | 17 marzo 2002     | 35     | Toronto                         | WrestleMania X8                             | Il 25 marzo 2002 il titolo divenne un'esclusiva di Raw. | [ 99 ]          |
| 86                                                      | Eddie Guerrero            | 2     | 21 aprile 2002    | 36     | Kansas City, Missouri           | Backlash                                    | Il 13 maggio 2002 il titolo venne rinominato WWE Intercontinental Championship. | [ 100 ] [ 101 ] |
| World Wrestling Entertainment                           |                           |       |                   |        |                                 |                                             | |                 |
| 87                                                      | Rob Van Dam               | 2     | 27 maggio 2002    | 63     | Edmonton, Alabama               | Raw                                         | In un ladder match. | [ 102 ]         |
| 88                                                      | Chris Benoit              | 4     | 29 luglio 2002    | 27     | Greensboro, Carolina del Nord   | Raw                                         | Il 30 luglio 2002 il titolo divenne un'esclusiva di SmackDown!. In onda il 1º agosto 2002. | [ 103 ] [ 104 ] |
| 89                                                      | Rob Van Dam               | 3     | 25 agosto 2002    | 22     | Uniondale, New York             | SummerSlam                                  | Il titolo tornò ad essere un'esclusiva di Raw. | [ 104 ] [ 105 ] |
| 90                                                      | Chris Jericho             | 5     | 16 settembre 2002 | 14     | Denver, Colorado                | Raw                                         | | [ 106 ]         |
| 91                                                      | Kane                      | 2     | 30 settembre 2002 | 20     | Houston, Texas                  | Raw                                         | | [ 107 ]         |
| 92                                                      | Triple H                  | 5     | 20 ottobre 2002   | <1     | North Little Rock, Arkansas     | No Mercy                                    | Era in palio anche il World Heavyweight Championship di Triple H. | [ 108 ]         |
| —                                                       | Unificato                 | —     | 20 ottobre 2002   | —      | North Little Rock, Arkansas     | No Mercy                                    | Unificato con il World Heavyweight Championship. | [ 108 ]         |
| 93                                                      | Christian                 | 2     | 18 maggio 2003    | 50     | Charlotte, Carolina del Nord    | Judgment Day                                | Il titolo venne riattivato nella puntata di Raw del 5 maggio 2003 dal co-general manager Steve Austin. Christian vinse una 9-man battle royal per la riassegnazione del titolo che comprendeva anche Booker T, Chris Jericho, Goldust, Kane, Lance Storm, Rob Van Dam, Test e Val Venis. | [ 109 ]         |
| 94                                                      | Booker T                  | 1     | 7 luglio 2003     | 34     | Montréal                        | Raw                                         | | [ 110 ]         |
| 95                                                      | Christian                 | 3     | 10 agosto 2003    | 50     | Des Moines, Iowa                | House Show                                  | | [ 111 ]         |
| 96                                                      | Rob Van Dam               | 4     | 29 settembre 2003 | 28     | Rosemont, Illinois              | Raw                                         | In un ladder match. | [ 112 ]         |
| 97                                                      | Chris Jericho             | 6     | 27 ottobre 2003   | <1     | Fayetteville, Carolina del Nord | Raw                                         | | [ 113 ]         |
| 98                                                      | Rob Van Dam               | 5     | 27 ottobre 2003   | 48     | Fayetteville, Carolina del Nord | Raw                                         | In uno steel cage match. | [ 114 ]         |
| 99                                                      | Randy Orton               | 1     | 14 dicembre 2003  | 210    | Orlando, Florida                | Armageddon                                  | Mick Foley era l'arbitro speciale. | [ 115 ]         |
| 100                                                     | Edge                      | 5     | 11 luglio 2004    | 57     | Hartford, Connecticut           | Vengeance                                   | | [ 116 ]         |
| —                                                       | Vacante                   | —     | 6 settembre 2004  | —      | Wichita Falls, Texas            | Raw                                         | Reso vacante a causa di un infortunio di Edge. | [ 116 ]         |
| 101                                                     | Chris Jericho             | 7     | 12 settembre 2004 | 37     | Portland, Oregon                | Unforgiven                                  | Jericho sconfisse Christian in un ladder match per la riassegnazione del titolo. | [ 117 ]         |
| 102                                                     | Shelton Benjamin          | 1     | 19 ottobre 2004   | 244    | Milwaukee, Wisconsin            | Taboo Tuesday                               | Benjamin venne scelto dai fan tramite votazione. | [ 118 ]         |
| 103                                                     | Carlito                   | 1     | 20 giugno 2005    | 90     | Phoenix, Arizona                | Raw                                         | | [ 119 ]         |
| 104                                                     | Ric Flair                 | 1     | 18 settembre 2005 | 155    | Oklahoma City, Oklahoma         | Unforgiven                                  | | [ 120 ]         |
| 105                                                     | Shelton Benjamin          | 2     | 20 febbraio 2006  | 69     | Trenton, New Jersey             | Raw                                         | | [ 121 ]         |
| 106                                                     | Rob Van Dam               | 6     | 30 aprile 2006    | 15     | Lexington, Kentucky             | Backlash                                    | In un winner takes all match con in palio anche la valigetta del Money In the Bank di Rob Van Dam. | [ 122 ]         |
| 107                                                     | Shelton Benjamin          | 3     | 15 maggio 2006    | 41     | Lubbock, Texas                  | Raw                                         | In un 3-on-2 handicap Texas tornado match dove Benjamin era in coppia con Chris Masters e Triple H contro Van Dam e il WWE Champion John Cena. Colui che avrebbe schienato Cena o Van Dam avrebbe vinto il rispettivo titolo. | [ 123 ]         |
| 108                                                     | Johnny Nitro              | 1     | 25 giugno 2006    | 99     | Charlotte, Carolina del Nord    | Vengeance                                   | In un triple threat match che includeva anche Carlito. | [ 124 ]         |
| 109                                                     | Jeff Hardy                | 2     | 2 ottobre 2006    | 35     | Topeka, Kansas                  | Raw                                         | | [ 125 ]         |
| 110                                                     | Johnny Nitro              | 2     | 13 novembre 2006  | 7      | Columbus, Ohio                  | Raw                                         | In un no disqualification match. | [ 126 ]         |
| 111                                                     | Jeff Hardy                | 3     | 20 novembre 2006  | 98     | Manchester                      | Raw                                         | | [ 127 ]         |
| 112                                                     | Umaga                     | 1     | 19 febbraio 2007  | 56     | Bakersfield, California         | Raw                                         | | [ 128 ]         |
| 113                                                     | Santino Marella           | 1     | 16 aprile 2007    | 77     | Milano                          | Raw                                         | In un no holds barred match. Santino venne scelto a caso tra il pubblico da Mr. McMahon. | [ 129 ]         |
| 114                                                     | Umaga                     | 2     | 2 luglio 2007     | 62     | Dallas, Texas                   | Raw                                         | | [ 130 ]         |
| 115                                                     | Jeff Hardy                | 4     | 2 settembre 2007  | 190    | Columbus, Ohio                  | Raw                                         | In onda il 3 settembre 2007. | [ 131 ]         |
| 116                                                     | Chris Jericho             | 8     | 10 marzo 2008     | 111    | Milwaukee, Wisconsin            | Raw                                         | | [ 132 ]         |
| 117                                                     | Kofi Kingston             | 1     | 27 giugno 2008    | 49     | Dallas, Texas                   | Night of Champions                          | | [ 133 ]         |
| 118                                                     | Santino Marella           | 2     | 17 agosto 2008    | 85     | Indianapolis, Indiana           | SummerSlam                                  | In un Winners Takes All mixed tag team match con in palio anche il WWE Women's Championship di Mickie James. | [ 134 ]         |
| 119                                                     | William Regal             | 2     | 10 novembre 2008  | 70     | Manchester                      | Raw                                         | | [ 135 ]         |
| 120                                                     | CM Punk                   | 1     | 19 gennaio 2009   | 49     | Rosemont, Illinois              | Raw                                         | In un no disqualification match. | [ 136 ]         |
| 121                                                     | John "Bradshaw" Layfield  | 1     | 9 marzo 2009      | 27     | Jacksonville, Florida           | Raw                                         | | [ 137 ]         |
| 122                                                     | Rey Mysterio              | 1     | 5 aprile 2009     | 63     | Houston, Texas                  | WrestleMania XXV                            | Il 13 aprile 2009 il titolo divenne un'esclusiva di SmackDown. | [ 138 ]         |
| 123                                                     | Chris Jericho             | 9     | 7 giugno 2009     | 21     | New Orleans, Louisiana          | Extreme Rules                               | In un no holds barred match. | [ 139 ]         |
| 124                                                     | Rey Mysterio              | 2     | 28 giugno 2009    | 65     | Sacramento, California          | The Bash                                    | In un mask vs. title match. | [ 140 ]         |
| 125                                                     | John Morrison             | 3     | 1º settembre 2009 | 103    | Cleveland, Ohio                 | SmackDown                                   | In onda il 4 settembre 2009. | [ 141 ]         |
| 126                                                     | Drew McIntyre             | 1     | 13 dicembre 2009  | 161    | San Antonio, Texas              | TLC: Tables, Ladders & Chairs               | Il titolo venne reso vacante dal General Manager di SmackDown Theodore Long il 7 maggio 2010 dopo aver sospeso McIntyre. La settimana dopo Kofi Kingston sconfisse Christian nella finale del torneo per la riassegnazione del titolo, ma Mr. McMahon cambiò la decisione di Long, e il titolo venne restituito a McIntyre, con il suo regno che venne dunque considerato come se non fosse mai stato interrotto. | [ 142 ]         |
| 127                                                     | Kofi Kingston             | 2     | 23 maggio 2010    | 66     | Detroit, Michigan               | Over the Limit                              | | [ 143 ]         |
| 128                                                     | Dolph Ziggler             | 1     | 28 luglio 2010    | 160    | Laredo, Texas                   | SmackDown                                   | In onda il 6 agosto 2010. | [ 144 ]         |
| 129                                                     | Kofi Kingston             | 3     | 4 gennaio 2011    | 77     | Tucson, Arizona                 | SmackDown                                   | In onda il 7 gennaio 2011. | [ 145 ]         |
| 130                                                     | Wade Barrett              | 1     | 22 marzo 2011     | 89     | Columbus, Ohio                  | SmackDown                                   | In onda il 25 marzo 2011. | [ 146 ]         |
| 131                                                     | Ezekiel Jackson           | 1     | 19 giugno 2011    | 51     | Washington                      | Capitol Punishment                          | | [ 147 ]         |
| 132                                                     | Cody Rhodes               | 1     | 9 agosto 2011     | 236    | Sacramento, California          | SmackDown                                   | In onda il 12 agosto 2011. Dal 29 agosto 2011, con la fine della brand extension, il titolo venne difeso sia a Raw che a SmackDown. | [ 148 ]         |
| 133                                                     | Big Show                  | 1     | 1º aprile 2012    | 28     | Miami Gardens, Florida          | WrestleMania XXVIII                         | | [ 149 ]         |
| 134                                                     | Cody Rhodes               | 2     | 29 aprile 2012    | 21     | Rosemont, Illinois              | Extreme Rules                               | In un tables match. | [ 150 ]         |
| 135                                                     | Christian                 | 4     | 20 maggio 2012    | 64     | Raleigh, Carolina del Nord      | Over the Limit                              | | [ 151 ]         |
| 136                                                     | The Miz                   | 1     | 23 luglio 2012    | 85     | St. Louis, Missouri             | Raw 1000                                    | | [ 152 ]         |
| 137                                                     | Kofi Kingston             | 4     | 16 ottobre 2012   | 74     | Memphis, Tennessee              | Main Event                                  | In onda il 17 ottobre 2012. | [ 153 ]         |
| 138                                                     | Wade Barrett              | 2     | 29 dicembre 2012  | 99     | Washington                      | Raw                                         | In onda il 31 dicembre 2012. | [ 154 ]         |
| 139                                                     | The Miz                   | 2     | 7 aprile 2013     | 1      | East Rutherford, New Jersey     | WrestleMania 29                             | | [ 155 ]         |
| 140                                                     | Wade Barrett              | 3     | 8 aprile 2013     | 69     | East Rutherford, New Jersey     | Raw                                         | | [ 156 ]         |
| 141                                                     | Curtis Axel               | 1     | 16 giugno 2013    | 155    | Rosemont, Illinois              | Payback                                     | | [ 157 ]         |
| 142                                                     | Big E Langston            | 1     | 18 novembre 2013  | 167    | Nashville, Tennessee            | Raw                                         | | [ 158 ]         |
| 143                                                     | Bad News Barrett          | 4     | 4 maggio 2014     | 57     | East Rutherford, New Jersey     | Extreme Rules                               | | [ 159 ]         |
| —                                                       | Vacante                   | —     | 30 giugno 2014    | —      | Hartford, Connecticut           | Raw                                         | Reso vacante a causa di un infortunio di Barrett. | [ 160 ]         |
| 144                                                     | The Miz                   | 3     | 20 luglio 2014    | 28     | Tampa, Florida                  | Battleground                                | The Miz vinse una 19-man Battle Royal per la riassegnazione del titolo. | [ 161 ]         |
| 145                                                     | Dolph Ziggler             | 2     | 17 agosto 2014    | 35     | Los Angeles, California         | SummerSlam                                  | | [ 162 ]         |
| 146                                                     | The Miz                   | 4     | 21 settembre 2014 | 1      | Nashville, Tennessee            | Night of Champions                          | | [ 163 ]         |
| 147                                                     | Dolph Ziggler             | 3     | 22 settembre 2014 | 56     | Memphis, Tennessee              | Raw                                         | | [ 164 ]         |
| 148                                                     | Luke Harper               | 1     | 17 novembre 2014  | 27     | Roanoke, Virginia               | Raw                                         | | [ 165 ]         |
| 149                                                     | Dolph Ziggler             | 4     | 14 dicembre 2014  | 22     | Cleveland, Ohio                 | TLC: Tables, Ladders & Chairs               | In un ladder match. | [ 166 ]         |
| 150                                                     | Bad News Barrett          | 5     | 5 gennaio 2015    | 83     | Corpus Christi, Texas           | Raw                                         | Inizialmente Ziggler difese il titolo contro Barrett, ma Kane, direttore delle operazioni, fece ripartire l'incontro rendendolo un 2-out-of-3 falls match, che Barrett vinse per 2-1. | [ 167 ]         |
| 151                                                     | Daniel Bryan              | 1     | 29 marzo 2015     | 43     | Santa Clara, California         | WrestleMania 31                             | In un ladder match che comprendeva anche Dean Ambrose, Dolph Ziggler, Luke Harper, R-Truth e Stardust. | [ 168 ] [ 169 ] |
| —                                                       | Vacante                   | —     | 11 maggio 2015    | —      | Cincinnati, Ohio                | Raw                                         | Reso vacante a causa di un infortunio di Bryan. | [ 170 ]         |
| 152                                                     | Ryback                    | 1     | 31 maggio 2015    | 112    | Corpus Christi, Texas           | Elimination Chamber                         | Ryback vinse un elimination chamber match per la riassegnazione del titolo che comprendeva anche Dolph Ziggler, King Barrett, Mark Henry, R-Truth e Sheamus. | [ 171 ] [ 172 ] |
| 153                                                     | Kevin Owens               | 1     | 20 settembre 2015 | 84     | Houston, Texas                  | Night of Champions                          | | [ 173 ] [ 174 ] |
| 154                                                     | Dean Ambrose              | 1     | 13 dicembre 2015  | 64     | Boston, Massachusetts           | TLC: Tables, Ladders & Chairs               | | [ 175 ] [ 176 ] |
| 155                                                     | Kevin Owens               | 2     | 15 febbraio 2016  | 48     | Anaheim, California             | Raw                                         | In un Fatal 5-way match che comprendeva anche Dolph Ziggler, Stardust e Tyler Breeze. | [ 177 ] [ 178 ] |
| 156                                                     | Zack Ryder                | 1     | 3 aprile 2016     | 1      | Arlington, Texas                | WrestleMania 32                             | In un ladder match che comprendeva anche Dolph Ziggler, The Miz, Sami Zayn, Sin Cara e Stardust. | [ 179 ]         |
| 157                                                     | The Miz                   | 5     | 4 aprile 2016     | 188    | Dallas, Texas                   | Raw                                         | Il 19 luglio 2016 il titolo divenne un'esclusiva di SmackDown. | [ 180 ]         |
| 158                                                     | Dolph Ziggler             | 5     | 9 ottobre 2016    | 37     | Sacramento, California          | No Mercy                                    | In un title vs. career match. | [ 181 ]         |
| 159                                                     | The Miz                   | 6     | 15 novembre 2016  | 49     | Wilkes-Barre, Pennsylvania      | SmackDown 900                               | | [ 182 ]         |
| 160                                                     | Dean Ambrose              | 2     | 3 gennaio 2017    | 152    | Jacksonville, Florida           | SmackDown                                   | Il 10 aprile 2017 il titolo divenne un'esclusiva di Raw. | [ 183 ] [ 184 ] |
| 161                                                     | The Miz                   | 7     | 4 giugno 2017     | 169    | Baltimora, Maryland             | Extreme Rules                               | Se Ambrose avesse perso per squalifica, sarebbe stato privato del titolo. | [ 185 ]         |
| 162                                                     | Roman Reigns              | 1     | 20 novembre 2017  | 63     | Houston, Texas                  | Raw                                         | | [ 186 ]         |
| 163                                                     | The Miz                   | 8     | 22 gennaio 2018   | 76     | Brooklyn, New York              | Raw 25 Years                                | | [ 187 ]         |
| 164                                                     | Seth Rollins              | 1     | 8 aprile 2018     | 71     | New Orleans, Louisiana          | WrestleMania 34                             | In un triple threat match che comprendeva anche Finn Bálor. | [ 188 ]         |
| 165                                                     | Dolph Ziggler             | 6     | 18 giugno 2018    | 62     | Grand Rapids, Missouri          | Raw                                         | | [ 189 ]         |
| 166                                                     | Seth Rollins              | 2     | 19 agosto 2018    | 119    | Brooklyn, New York              | SummerSlam                                  | | [ 190 ]         |
| 167                                                     | Dean Ambrose              | 3     | 16 dicembre 2018  | 29     | San Jose, California            | TLC: Tables, Ladders & Chairs               | | [ 191 ]         |
| 168                                                     | Bobby Lashley             | 1     | 14 gennaio 2019   | 34     | Memphis, Tennessee              | Raw                                         | In un triple threat match che comprendeva anche Seth Rollins. | [ 192 ]         |
| 169                                                     | Finn Bálor                | 1     | 17 febbraio 2019  | 22     | Houston, Texas                  | Elimination Chamber                         | In un 2-on-1 handicap match dove Lio Rush era in coppia con Lashley. Bálor schienò Rush per vincere il titolo. | [ 193 ]         |
| 170                                                     | Bobby Lashley             | 2     | 11 marzo 2019     | 27     | Pittsburgh, Pennsylvania        | Raw                                         | | [ 194 ]         |
| 171                                                     | Finn Bálor                | 2     | 7 aprile 2019     | 98     | East Rutherford, New Jersey     | WrestleMania 35                             | Il 16 aprile 2019 il titolo divenne un'esclusiva di SmackDown. | [ 195 ] [ 196 ] |
| 172                                                     | Shinsuke Nakamura         | 1     | 14 luglio 2019    | 201    | Filadelfia, Pennsylvania        | Extreme Rules                               | | [ 197 ]         |
| 173                                                     | Braun Strowman            | 1     | 31 gennaio 2020   | 37     | Tulsa, Oklahoma                 | SmackDown                                   | | [ 198 ]         |
| 174                                                     | Sami Zayn                 | 1     | 8 marzo 2020      | 65     | Filadelfia, Pennsylvania        | Elimination Chamber                         | In un 3-on-1 handicap match dove Cesaro e Shinsuke Nakamura erano in coppia con Zayn. Questi schienò Strowman per vincere il titolo. | [ 199 ]         |
| —                                                       | Vacante                   | —     | 12 maggio 2020    | —      | —                               | —                                           | Reso vacante per problemi di viaggio di Zayn dovuti alla pandemia di COVID-19. | [ 200 ]         |
| 175                                                     | AJ Styles                 | 1     | 8 giugno 2020     | 74     | Orlando, Florida                | SmackDown                                   | Styles sconfisse Daniel Bryan nella finale del torneo per la riassegnazione del titolo. In onda il 12 giugno 2020. | [ 201 ]         |
| 176                                                     | Jeff Hardy                | 5     | 21 agosto 2020    | 37     | Orlando, Florida                | SmackDown                                   | | [ 202 ]         |
| 177                                                     | Sami Zayn                 | 2     | 27 settembre 2020 | 86     | Orlando, Florida                | Clash of Champions                          | In un triple threat ladder match che comprendeva anche AJ Styles. | [ 203 ]         |
| 178                                                     | Big E                     | 2     | 22 dicembre 2020  | 110    | Saint Petersburg, Florida       | SmackDown                                   | In un lumberjack match. In onda il 25 dicembre 2020. | [ 204 ]         |
| 179                                                     | Apollo Crews              | 1     | 11 aprile 2021    | 124    | Tampa, Florida                  | WrestleMania 37                             | In un nigerian drum fight. | [ 205 ]         |
| 180                                                     | Shinsuke Nakamura         | 2     | 13 agosto 2021    | 182    | Tulsa, Oklahoma                 | SmackDown                                   | | [ 206 ]         |
| 181                                                     | Sami Zayn                 | 3     | 11 febbraio 2022  | 21     | New Orleans, Louisiana          | SmackDown                                   | In onda il 18 febbraio 2022. | [ 207 ]         |
| 182                                                     | Ricochet                  | 1     | 4 marzo 2022      | 98     | Miami, Florida                  | SmackDown                                   | | [ 208 ]         |
| 183                                                     | Gunther                   | 1     | 10 giugno 2022    | 666    | Baton Rouge, Louisiana          | SmackDown                                   | L'8 maggio 2023 il titolo divenne un'esclusiva di Raw. | [ 209 ]         |
| 184                                                     | Sami Zayn                 | 4     | 6 aprile 2024     | 119    | Filadelfia, Pennsylvania        | WrestleMania XL                             | | [ 210 ]         |
| 185                                                     | Bron Breakker             | 1     | 3 agosto 2024     | 51     | Cleveland, Ohio                 | SummerSlam                                  | | [ 211 ]         |
| 186                                                     | Jey Uso                   | 1     | 23 settembre 2024 | 28     | Ontario, California             | Raw                                         | | [ 212 ]         |
| 187                                                     | Bron Breakker             | 2     | 21 ottobre 2024   | 181    | Filadelfia, Pennsylvania        | Raw                                         | | [ 213 ]         |
| 188                                                     | Dominik Mysterio          | 1     | 20 aprile 2025    | 109    | Las Vegas, Nevada               | WrestleMania 41                             | In un fatal four-way match che comprendeva anche Finn Bálor e Penta. | [ 214 ]         |